# 職務著作

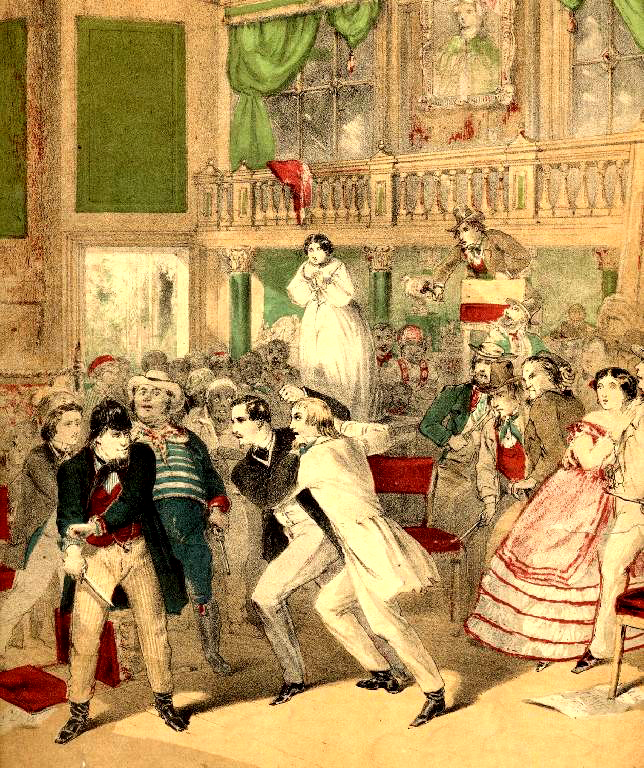
ダイオン・ブシコー著・出演の戯曲『The Octoroon』のシーン (1859年初演)。ブシコーと雇用主である劇場の間で戯曲の著作権が争われた。

職務著作（しょくむちょさく、英: work made for hire）とは、職務の一環で文芸・音楽・映像・ソフトウェアといった著作物を創作した場合、創作した個人本人ではなく、創作を指揮・監督した雇用主や業務委託者が著作権を有するとする著作権法上の概念である。また、このような著作物を職務著作物と呼ぶ。個人（自然人）の対義語として法人が用いられることから、法人著作（英: corporate authorship）と呼ばれることもあるが、法人以外の団体組織も職務著作の概念に含まれる。
どこまでが職務の一環なのか、またどのような条件を満たせば職務著作とみなすのかは、各国の著作権法および判例によって異なる。

## 職務著作の条件と対象
どのような著作物であれ、一般的にはその創作者たる個人に著作権が発生する。この原則を「原始的帰属」と呼ぶ。これに対し、職務上創作した場合は創作した個人（被用者）ではなく、雇用主・委託主 （使用者）に著作権があると捉えるのが職務著作である。
世界の多くの国では、著作物を創作すればそれが未完成・未公表であっても、またアマチュアの私的目的の創作物であっても、著作権が自動的に発生する「無方式主義」を採用している。つまり特許のように政府当局への登録・審査などの手続を必要としないことから、誰に著作権が発生したかが曖昧になり、創作した個人（原始的帰属）と雇用主・委託主（職務著作）の双方が著作権を主張して、後に対立することがある（詳細は#各国著作権法での取扱で後述）。
各国の著作権法では条文上で職務著作を定義しているほか、個別の事案における「職務」の解釈は裁判所の司法判断に委ねられている。原始的帰属と職務著作を線引きする際の一般的な論点としては以下が挙げられ、各国で取扱に差異がある。
1. 職務の一環とは、雇用契約に基づいてフルタイムで就労する企業・団体の従業員のみか、またはフリーランスなど外部の委託・発注先まで含むのか
2. 職務著作が認められるには、企業・団体がどこまで創作に関与する必要があるのか（創作プロジェクトの企画立案、創作費用の負担、創作者の管理監督度合いなど）
3. 職務著作は自動的に認められるのか、または被用者と使用者の間で書面による明示的な合意が必要とされるのか
4. 企業・団体が職務著作の単独権利者となるのか、または従業員や委託・発注先との共同著作となるのか
5. 特定の著作物ジャンルにおいて、職務著作の個別規定はあるか（共同製作が一般的な映画の著作物、企業による開発が多いコンピュータ・プログラムなど）

世界の法体系は大陸法と英米法に分かれ、職務著作についても大まかな違いが見られるものの、各国でバラつきがある。フランスやドイツなどの大陸法諸国は、著作権は個人（自然人）の所有権であると捉えることから、個人が著作権を有すると考えられている。一方の英米法諸国は功利主義に基づき、公共の発展のために著作物の産業を保護する思想であることから、大陸法諸国と比較して職務著作が肯定的に捉えられている。従って、英米法諸国については、原則として雇用主に著作権が帰属するのが一般的である。
さらに職務著作では、誰が権利を有するのかだけでなく、保護される権利の中身も通常とは一部異なる。
- 著作財産権の保護期間 -- 原始的帰属の場合、著作者の存命中および死後50年間ないし70年間とする国が多い。その著作物がいつ公表されたかや、そもそも公表されたかは不問である。一方の職務著作の場合は個人の死亡日を基点にできないことから、著作物の公表日を基点にして一定年数を保護期間に設定する[注 3]。
- 著作者人格権の範囲 -- 氏名表示権を除き、職務著作には著作者人格権が認められない。

なお、ここで言う著作権とは、著作財産権と著作者人格権の総称である。著作財産権とは著作権者の「財布」が守られる権利であり、具体的には第三者に無断で著作物をコピーされない権利（複製権）や、無断で著作物を流通販売されない権利（頒布権）、無断で著作物を二次利用されない権利 (翻案権) などを含む。また著作者人格権とは著作者の「心」が守られる権利であり、無断で著作物を公表されない権利（公表権）、公表する際に表示する氏名（実名・変名・匿名）を選べる権利（氏名表示権）、無断で著作物の中身を改変されない権利（同一性保持権）などの総称である。

## 各国著作権法での取扱

### 国際条約
著作権の基本条約であるベルヌ条約では、第2条で著作物を、第3条で著作者をそれぞれ定義しているが、職務著作に関する特段の規定は設けていない。「ベルヌ条約の2階部分」とも呼ばれるWIPO著作権条約でも同様である。よって、各国の著作権法での個別規定を見ていく。

### 北米

#### アメリカ合衆国
合衆国法典第17編に収録されている米国の連邦著作権法は、職務著作を以下のように分類している （第101条、第201条（a）、第201条（b））。
1. 従業員による創作: 被用者がその職務の範囲内で作成した著作物
2. 注文・委託による創作（a）: 以下の9カテゴリのいずれかに該当し、かつ注文・委託によって創作するに際し、当事者が職務著作物として扱うことを署名付き文書で明示的に合意した場合

  - 集合著作物の寄与分
  - 映画その他の視聴覚著作物の一部
  - 翻訳
  - 補足的著作物
  - 編集著作物
  - 教科書
  - 試験問題
  - 試験の解答資料
  - 地図帳
3. 注文・委託による創作（b）: 上記9カテゴリに該当しないが、「独立の契約者」(independent contractor)[注 4]によって創作された著作物

1つ目の分類では、署名による明示的な合意がない限りにおいて、従業員の創作物は職務著作物と推定される。例えば広告代理店に正社員としてフルタイム勤務するグラフィックアーティストが、クライアントのために描いたデッサンの著作物は、基本的には勤務先企業である広告代理店に職務著作が認められる。
2・3つ目の分類では、従業員ではなく「独立した契約者」が注文・委託を受けて創作したケースである。ここでの独立した契約者とは、独立した雇用または職業の一環として役務を提供する者、かつ方法・手段ではなく達成すべき職務の結果に対してのみ、使用者の要求に従う者だと定義される。1909年の改正法までは、独立した契約者であっても委託側に著作権を認めていたが、1976年の改正法によってこれを覆し、独立した契約者の置かれていた不公平な状況を改善している。
独立した契約者のうち、2つ目の分類（9つのカテゴリ）では、当事者が署名した文書によって職務著作物として扱うことを明示的に合意していなければならない。単に譲渡契約を結んでいるだけでは不十分であり、明示的に職務著作に関する規定を書面上に設けなければならない。ただし、この書面上で明確に「職務著作」という文言を必要とするか否かは、判例によって分かれている。裏を返すと、上述の9カテゴリ以外を独立した契約者が創作した場合（つまり3つ目の分類）は、書面上での合意形成は不要で、原則は委託側に職務著作が認められる。
判例
米国の職務著作に関するリーディング・ケースとして、1989年最高裁による「CCNV判決」が挙げられる。Community for Creative Non-Violence（CCNV）はホームレスをなくす活動を展開する慈善団体である。ホームレスの苦境を描いた彫像をクリスマスイベント用に準備するため、彫刻家ジェームズ・アール・リード（James Earl Reid）に制作を委託した。この彫像の著作権は、CCNVと彫刻家のどちらが有するのかが当裁判で問われた。
当裁判以前は、職務著作の範囲に関して以下4つの解釈が存在しており、判然としなかったが、CCNV判決により3番目が支持されることとなった。
1. 請負契約などの成果物も委託元が著作権を持つ（つまり従業員と外注に差はない）
2. 委託元に成果物の支配権があれば、請負契約でも委託元が著作権を持つ（つまり支配権がなければ外注先が著作者）
3. コモン・ロー上の代理法（英語版）の概念上、従業員とみなせれば、請負に基づく成果物も職務著作である（つまり独立の契約者（independent contractor）による創作ならば、職務著作は認められない）[注 5]
4. 給与をもらう正式の従業員に限定して職務著作とする（つまり従業員著作のみ職務著作）

CCNV判決では、彫刻家リードが独立の契約者か否か、具体的に評価された。その結果、リードは2ヶ月という限られた期間のみ雇われ、自身の工具を持ち、自身のスタジオで創作活動を行い、彫像完成のために自己判断でアシスタントを雇い、彫像という成果物に対して固定金額がCCNVから支払われたものの、CCNVから福利厚生を受けておらず、失業保険料の支払もCCNVから受けていなかったことが判明した。よって、リード側に著作権が認められた。
と同時に、委託側当事者が十分に著作者性に寄与していれば、共同著作物に当たる場合があるとも指摘している点に注意が必要である。連邦最高裁はCCNV単独の職務著作は却下したものの、CCNVとリードの共同著作か否かを判断するよう、連邦地方裁に差し戻している。これは、CCNVが彫像のスケッチや図面をリードに提供しているほか、制作中にスタジオを訪問して進捗を確認していたためである。
当判決を踏まえ、単なる作業者としての個人の貢献よりも、著作物創作の発意が雇用主・委託主にどの程度あるかが、職務著作の司法判断において重視されているとの指摘がある。
職務著作の法制史
米国では、創作した個人優位の立場と、雇用主・委託主優位の立場が時代によって混在していた。19世紀初頭の判例では個人優位の立場をとっており、これは産業の発展を促すと考えられていたからである。職務著作物として当時問われていたのは、判例集や論文といった司法関連の出版物か、または演劇著作物であった。個人優位の立場の背景には、個人の創作活動の賜物には著作者の人格が宿っているとの人格権思想や、著作者個人の社会的な地位の向上があった。19世紀にはすでに、従業員と独立の契約者の明確な区分がなされるようになっている。ただし上述のCCNV判決（1989年）の頃とは異なり、19世紀当時はまだ、従業員が指す範囲が広く、結果として独立の契約者が狭義に捉えられて権利保護されていた。独立の契約者の概念を問うた19世紀の判例としては、米国の連邦著作権法では最古の最高裁判例である「ウィートン対ピーターズ裁判」（1834年）などが知られている。
その後1860年頃から徐々に、雇用主・委託主側に職務著作を認める方向にシフトしていった。その転換期における判例として、劇作家 兼 俳優として名声を博していたダイオン・ブシコーの戯曲『The Octoroon』（1859年初演）を巡る裁判が知られている。当判決ではブシコーを雇用した劇場側の職務著作は否定されている。その一方で、1861年の「キーン対ウィートリー裁判」では、リンカーン大統領の暗殺時に鑑賞していた題目としても知られる戯曲『われらのアメリカのいとこ』に関連する判例であるが、ここでは職務著作優位の立場に逆転している。
そして20世紀初頭には、原則として職務著作を認めることとなっている。判例集や演劇著作物などが中心だった1834年のウィートン判決の頃から比べ、19世紀末から20世紀初頭にかけては広告の職務著作を問うケースが増え、商業メディアの産業振興などが念頭にあったとされる。こうして判例を踏襲する形で、1909年の著作権法改正によって初めて職務著作が連邦著作権法上で成文化された。

#### カナダ
カナダも英米法系の国に分類され、原則として雇用関係ないし委託契約に基づいて創作された場合、特段の合意がない限りにおいて職務著作とされる。ただし、新聞、雑誌、その他定期発行物に関しては職務著作ではなく、創作した個人に著作権が帰属する個別規定が設けられている（第13条（3））。なお、カナダのようにジャーナリズム関連著作物を職務著作の対象外とする規定は、同じく英米法系のオーストラリア（第35条）やインド（第17条（a））にも見られる。

### 欧州

#### 欧州連合
欧州連合（EU）では、加盟国の著作権法の足並みを揃えるため、著作権に関する各種指令を出しており、各国は国内法化して遵守する義務を負っている。職務著作に関連する指令としては、2009年のコンピュータプログラム指令（2009/24/EC）がある。第2条が著作者に関する条項であり、第2条-3にて職務著作を規定している。特段の合意がない限り、職務の一環または雇用主の監督の下で創作されたコンピュータプログラムは、その著作財産権が雇用主に帰属すると明記されている。
コンピュータプログラム以外の著作物については、各国の国内法で以下の通り対応が異なる。

#### フランス
知的財産法典の第1部に収録されているフランスの著作権法では、その冒頭で「精神の著作物の著作者」と謳われていることから（L111条-1）、原則は個人が著作権を有すると考えられている (L113条-1)。単に雇用契約や発注契約を締結したからといって、自動的に雇用主・発注主に職務著作が認められる訳ではなく、著作財産権の譲渡を規定した書面での合意が別途必要になる。またこのような個別譲渡契約に、将来創作されるであろう著作物まで包括しても無効とされる（L131条-1）。しかしながら実務上では、無効のリスクを承知で雇用契約に包括的な著作財産権の譲渡を含めており、流動的である。
ジャーナリズムと職務著作
このように、一般的には個人優位の立場をとるフランスであるが、個々の著作物を集めた集合著作物（仏: œuvre collective、英: collective work）については、フランスでも企業・団体優位の職務著作が認められている。特に、ジャーナリストが創作した著作物（記事及び写真、挿絵を含む）については、2009年6月12日法によって知的財産法典の第1部にL132-35条からL132-45条が新設され、ジャーナリスト個人と出版社間の権利関係が詳細かつ複雑に明文化されている。これは、個々のジャーナリストの寄稿を集めた新聞や雑誌は集合著作物であり、個々の寄稿とは別に集合著作物として著作権が発生するためである。
2009年法以前は、知的財産法典のL121-8条、及び労働法典のL761-9条に基づき、ジャーナリストの創作した著作物にかかる著作財産権は、出版社に自動的に権利譲渡されると解されてきた。ここでの著作物には言語による記事だけでなく、写真も含まれていた。ただし、フランスの最高裁にあたる破毀院の2001年判決により、この自動譲渡は新聞・雑誌への初期利用にのみ適用され、新たな表現形態で利用する際には、別途ジャーナリストの許諾が必要だとされた。ここでの「新たな表現形態」には他の新聞への記事転載や、同一の新聞・雑誌への再掲も含まれる。また、紙媒体だけでなくインターネットへの転載も含まれる。仮に新聞・雑誌などの出版社が、ジャーナリストの労働組合との間で包括的な労働協約（英: collective agreement）を締結していたとしても、著作権法の制度上は出版社側への権利譲渡を保障するものではなかった。
これらの判例に遅れること2009年法によって、報道著作物（仏: titre de presse、英: press publication）に関して委細が成文化された。まず、報道著作物に該当する場合、2009年法によってプロのジャーナリストから出版社に対して自動的に権利譲渡されることとなった。この権利移転はジャーナリストと出版社間の労働契約に基づいて行われる（知的財産法典L132-36条）。ここでの報道著作物の定義であるが、紙かデジタル媒体かは不問であり、ウェブ掲載だけでなくメールマガジンなどの個別配布も含まれる広範な概念である（知的財産法典L132-35条）。さらに、その報道著作物が出版社の実質的な編集監督下で創作されているならば、その出版社以外の第三者メディア媒体（グループ企業内の別メディアブランドを含む）への転載も認められる。なお、ここでの「プロ」ジャーナリストにはアマチュアやフリーランスのジャーナリストは含まれないことから、プロのジャーナリスト以外の著作物については従前どおり、個別の譲渡契約の締結が必要とされる。
このように、2009年法は報道著作物の社会利用を促進する目的を帯びているが、同時にジャーナリスト個人の財産権を保護することでバランスをとっている。報道著作物には「参照期間」(仏: période de référence、英: reference period) の制度が設けられており、この期間を超えて報道著作物を利用継続する場合、出版社側はジャーナリストに対してロイヤルティーの分配、ないし追加給与の形で金銭的に還元する義務を負っている。ここでの参照期間であるが、著作権法で一律に定めている訳ではなく、出版社と労働組合間の労働協約に基づくと規定されている。
集合著作物と共同著作物の違いと職務著作の関係
ビデオゲームも場合によって集合著作物とみなされることがあり、この場合は職務著作として企業・団体に優位に働くことがある。ただし何を集合著作物とするか、判例ではケース・バイ・ケースとなっている。集合著作物から個々の寄与分を分離可能であれば、その寄与分の創作者である個人に著作権が認められる。つまり、集合著作物ではなく共同著作物として扱われるため、必ずしも集合著作物のように企業・団体優位には働かない。例えば、ビデオゲームに使用された楽曲はビデオゲームから分離可能として、独立の音楽著作物して作曲者側に著作権があると判示された判例が存在する。
企業によって開発されるケースが多いコンピュータ・プログラムについては、フランス著作権法上でも個別規定があり、職務の一環で作成されたコンピュータ・プログラムそのものおよび関連する設計書などの資料は、使用者に職務著作が認められている (L119条-3)。

#### ドイツ
フランス同様、大陸法系のドイツでは個人（自然人）への原始的帰属に限定しているものの、一定条件下で職務著作を認めている。EU指令に対応する形で、ドイツにおいても職務上作成されたコンピュータ・プログラムは、特段の合意がない限りは原則として著作財産権については職務著作として扱われる（第69条b）。また、ドイツでは著作者個人から雇用主への著作権の移転は、著作権法ではなく雇用契約の文脈において解釈されることが多い（著作権法第43条も参照のこと）。

#### オランダ
オランダも一般的には大陸法系に分類されているが、フランスやドイツとは異なる。雇用関係にあって、かつ指揮監督の下で創作された場合は原則として職務著作が認められている（第7条）。ただしここでの「雇用」にフリーランスへの委託は含まれない。

#### スペイン
書面による雇用契約上で明記されていない限りにおいて、著作財産権は雇用主に移転されると推定されている（第51条（1）-（3））。

#### イタリア
写真著作物に関して特別規定を設けており、雇用契約あるいは委託契約に基づく写真は、雇用主・委託主に著作権が帰属する（第88条）。

#### イギリス
欧州の中では数少ない英米法に分類されるイギリスであるが、イギリスの現行著作権法（Copyright, Designs and Patents Act of 1988, 略称: CDPA）では著作者人格権と著作財産権を分けて規定している。著作財産権 (最狭義の著作権) については、職務の一環で創作された著作物に関しては雇用主に職務著作を認める原則としている（第11条（2））。ただしこれは言語、演劇、音楽、美術、及び映画の著作物に限定される。その上で、著作者人格権は創作した個人に残ることから、雇用主が著作物の利用にあたって創作者個人の人格を毀損しないよう、制約がかかっている（第79条（3）及び第82条）。
著作財産権が職務著作として認められるには、必ずしも文書で雇用契約を締結している必要はなく、実態として雇用関係にあるかが重視される。つまり、雇用主が従業員の仕事の仕方について監督・支持の権限を行使しているかが判定材料とされる。よって日雇いや週給制の労働状況であっても職務著作が雇用主に認められる。
また、従業員雇用ではなくフリーランスのような委嘱の場合は、1988年のCDPA成立前後で扱いが異なる。CDPA以前は写真、肖像画、版画に限り、原則は委嘱された先（肖像画であれば画家）が著作権者となると規定されていた。従って、肖像画が完成すれば発注した主は自宅に飾ることはできるが、その肖像画を画家に無断で複製することはできなかった。
映画の著作物についても法改正の影響を受けている。1956年の改正法 (1957年6月1日施行) 以前は、映画の脚本家や挿入楽曲の作詞・作曲家、映画監督に原始的に帰属するとされていた。その後、1956年法から1994年6月30日の間に創作された映画は、「映画の作成に必要な手配をした者」に著作権が帰属すると変更されている。
一方の著作者人格権については、元々イギリスに限らず英米法諸国では権利保護の対象として認めてこなかった歴史があり、イギリスにおいては1988年のCDPAで初めて世界標準に合わせて著作者人格権を明文化するに至った。1988年のCDPA以降は、著作者人格権の内訳としてイギリスでは氏名表示権、同一性保持権、虚偽の著作者名表示を禁ずる権利（false attribution、著作物の創作者以外の名前を表示されない権利）、及び写真・映画のプライバシー権が一般的に認められている。このうち氏名表示権については、雇用過程で創作された職務著作物については例外的に表示不要とされている。一方、職務著作物であっても同一性保持権は保障されるため、創作者の名誉を棄損するような改変を行ってはならない。ただしイギリスでは、著作者人格権は譲渡できない（つまり職務著作であっても雇用主・発注主に移転できない）が、署名した書面によって著作者人格権を放棄したり、人格権侵害を承諾することができる。

### アジア

#### 日本
日本の著作権法の第15条では、職務著作の条件を以下5点であると規定している。
1. 発意性: 使用者（法人など）の発意に基づき、著作物が創作されていること。
2. 業務従事者性: 使用者の業務に従事する者が創作したものであること。
3. 職務上創作性: 業務従事者が職務上創作したものであること。
4. 名義公表性: 使用者の名義で著作物を公表していること（ただし未公表が一般的なコンピュータ・プログラムは除く）。
5. 作成時特約不在性: 著作物の作成時点で、契約や勤務規則などに特段の定めがないこと。

ただしこれらの条件が満たされていたとしても、一律に職務著作が認められるわけではなく、個別事情が加味される。
1点目の発意性であるが、著作物の創作を企画することである。社内企画を従業員が提案し、上司の了承の下で創作された場合も、使用者（法人など）の発意だと解釈されている。また、企画などが存在せずとも、従業員が職務として創作することが当然のこととして期待されている場合も、法人等発意性を満たしていると解される。さらには、組織幹部が著作物の創作に消極的、ないし反対の態度を示していた場合であっても、創作した従業員が職務の一環で創作しているならば、法人等発意性は認められる。
2点目の業務従事者性については、必ずしも雇用関係の有無が判断材料になるわけではない。たとえば子会社が下請けとして親会社のために著作物を創作した場合であっても、子会社は親会社とは別の法人格であることから、このような著作物は親会社ではなく子会社の職務著作とされる。人材派遣会社Aに所属する派遣社員Bが、Aのクライアントである派遣先企業Cで著作物を創作した場合、具体的に著作物の創作を指揮命令しているのがC社であれば、たとえ労働契約上はBがA社に雇われていたとしても、著作権はCに帰属する。同様に、誰からも雇用されていないフリーランサーであっても、委託元企業から創作の指揮命令をどの程度受けているのかが、判断基準となる。
3点目の「職務上」の定義については、物理的に職場にいるか、また就業時間内かは問われない。帰宅後であっても職務の一環で従業員が創作したものであれば、職務著作が認められる。逆に就業時間内に職場で従業員が私的な趣味で創作したものは、職務著作に当たらない。
判例
日本の職務著作に関するリーディング・ケースとしては、2003年の最高裁判決「RGBアドベンチャー事件」が知られている。本件では、中国籍のデザイナー（原告）が観光ビザ (後に就労ビザに切り替え）で訪日し、アニメのキャラクター図案を創作した事案である。創作物が職務著作になる旨を記した就業規則などの説明がなく、またタイムカードなどの勤怠管理も行われておらず、雇用契約が成立していたかが争点となった。二審の控訴裁では雇用契約が不成立とみて、作品の頒布差止と損害賠償を命じた。しかし最高裁では、ACCプロダクション社（被告）の代表宅にて被告デザイナーが賄い付きで生活し、正当な水準の給与が支払明細書付きで支払われていたこと、また創作にあたって制作会社の実体的な指揮・監督下にあったことなどから、二審を差し戻して職務著作が認められた。なお、本件は中国籍の個人と日本企業の争いであるが、著作権の準拠法の観点では特段の問題とはなっていない。一般的にはその著作物の利用地（属地主義）に基づいて、どこの国の著作権法を適用して裁判を行うかが決まるが、本件の場合は被用者と雇用者の雇用関係を問うたため、日本の法律に準拠している。

#### 中国
中国も世界貿易機関（WTO）に加盟していることから、中国の知的財産法（著作権及び特許や商標などの産業財産権に関する法律の総称）も欧米型に近いと言われている。職務著作に関しては英米法の傾向とは異なり、中国では創作した個人優位の立場をとっている。職務著作において原則は個人に著作権が帰属し、以下に挙げる一部の例外のみ雇用主・委託主に権利が認められ（著作権法第16条、及びソフトウェア保護規則第13条）。
1. いかなる著作物であれ、創作完成から2年以内は、雇用主・委託主以外の第三者に対して利用許諾を与えることは不可能（すなわち創作した個人は雇用主・委託主に対して2年間の独占的利用許諾を与える）。仮に雇用主・委託主が創作した個人に対し、第三者への利用許諾を許可しても、許諾に伴うライセンス収入は個人と雇用主・委託主間で2年間シェアされる。
2. 工業デザインや製品デザインの設計書、地図などに限り、雇用主・委託主の資金や手段を用いており、かつ創作の指揮・監督がおよんでいる場合は、雇用主・委託主の職務著作を認める（書面による合意不要）。
3. コンピュータ・プログラムが従業員の業務上で創作されている場合、雇用主・委託主の職務著作を認める (書面による合意不要)。
4. 個人と雇用主・委託主間で特段の合意が存在する場合は、それに準ずる。ただしこの合意書は中国の各種法律に準拠しており、かつ中国語で記述されている必要がある。